# Лі Хе Ін
Не плутати з фігуристкою Хе Ін Лі.
Лі Хе Ін (15 січня 1995 , Ульсан ) — південнокорейська фехтувальниця на шпагах, срібна призерка Олімпійських ігор 2020 року, чемпіонка світу.

## Виступи на Олімпіадах
| Олімпіада  | Дисципліна          | Місце |
| ---------- | ------------------- | ----- |
| Токіо 2020 | командна шпага      | 2     |
| Париж 2024 | індивідуальна шпага | 23    |
| Париж 2024 | командна шпага      | 5     |